# George Malcolm Brown
Pour les articles homonymes, voir Brown.
Cet article possède un paronyme, voir George Brown (homonymie).
George Malcolm Brown, né le 5 octobre 1925 à Redcar et mort le 27 mars 1997, est un géologue britannique,. Il est fait chevalier en 1985.